# Valentino (empresa)
Valentino S.p.A. é uma empresa de moda fundada em 1957 por Valentino Garavani. Hoje em dia é uma parte da Valentino Fashion Group. A Valentino está sediada em Milão.
Também comercializa perfumes em colaboração com a companhia espanhola Puig.

## No Brasil
O Brasil é o único país na América do Sul que possui lojas Valentino. São ao todo quatro lojas no país:
- São Paulo: Shopping Cidade Jardim

- Rio de Janeiro: Shopping Village Mall

- Recife: Shopping RioMar

- Curitiba: Shopping Patio Batel